# Cyclohelia lamellata
Cyclohelia lamellata is een hydroïdpoliep uit de familie Stylasteridae. De poliep komt uit het geslacht Cyclohelia. Cyclohelia lamellata werd in 1991 voor het eerst wetenschappelijk beschreven door Cairns. 